# Резцов Олег Євгенович
Оле́г Євге́нович Резцо́в (16 березня 1959, Рівне, Україна) — композитор, піаніст, музичний дослідник.
Народився 16 березня 1959 року, в місті Рівне, Західна Україна в сім'ї музикантів. Закінчив Киргизький державний інститут мистецтв імені Б. Бейшеналієвої м. Фрунзе в 1984 році як піаніст і в 1988 році як композитор. Там же в 1990 році пройшов асистентуру-стажування. Його учителями в різний час були Поліна Цокуренко, Леонід Тамулевич, Володимир Желобков, Михайло Бурштин[1], Володимир Гусєв[2], В. Браіловський. Музику почав писати з 9 років. Творив у різних стилях. Виступав у складі фортепіанного дуету з піаністкою Наталією Ніколенко.
Багато років був викладачем композиції в музичній школі і доцентом кафедри спеціального фортепіано в Киргизькій національній консерваторії м. Бішкек. Активно займався концертно-лекційною діяльністю. З 2010 року живе у Вінниці і працює у Вінницькому училищі культури і мистецтв ім. М. Леонтовича.[3]
З 1996 року Олег Резцов — член Союзу композиторів Киргизії.
З 2012 року — член Національної спілки композиторів України.
Творчість
Автор понад 1000 різножанрових музичних творів, переважно фортепіанних, камерно-інструментальних та вокальних. Дуже популярні його дитячі п'єси з авторських збірок «Зорепад», «Жираф-пустун», «Паперовий кораблик», «Чарівні двері» та ін.
Композитор веде активну музично-просвітницьку діяльність.У нього широкий репертуар — від прадавніх зразків мистецтва клавіру до творів сучасників. Він прагне поділитися результатами своїх досліджень в галузі музичної семантики і зв'язку виконуваної музики з іншими видами мистецтва, акцентуючи змістовно-смислові аспекти.
Він провів більш як 400 концертів-лекцій у різних містах.
Спільно з піаністкою Геленою Мосорюк у грудні 2008 р. організував фестиваль мистецтв «Аргонавти», присвячений творчості ряду видатних майстрів сучасної музики, поезії і живопису, в якому взяв активну участь як виконавець. Також спільно з Г. Мосорюк провів 25 півторагодинних радіопередач «Дуже стара музика» на Радіо «ОК»[5]
(1999)
Вибрані твори
Соната для скрипки і фортепіано № 1 (1985)
Тріо для флейти, кларнета і фортепіано (1985)
Соната для скрипки і фортепіано № 2 (1987)
Концертино для кларнета і струнного оркестру (1988)
Струнний квартет (1989)
Концерт для фортепіано з оркестром (1990)
Кантата для хору, солістів і камерного оркестру (1990)
Фортепіанний Квінтет (1990)
Тріо (1994)
Тріо «Романтичні картини» для скрипки, віолончелі і фортепіано (2000)
Сонатина для флейти і фортепіано (2005)
Соната-фантазія для альта і фортепіано (2008)
П'ять сонат для фортепіано
Соната для флейти і фортепіано
П'єси для різних камерних складів
Тридцять сюїт для фортепіано
П'єси і цикли п'єс для фортепіано
Чотири дитячі альбоми
Вокальна та камерна музика